# Басото
Басо́то, со́то, басу́то, су́то — народ групи банту в Південній Африці, основне населення держави Лесото.

## Територія проживання, чисельність, антропологія, мова і релігія
Народ сото (суто) проживає у ПАР (понад 3 млн осіб), Лесото (понад 1 млн осіб), також у Ботсвані (5 тис. осіб). Загальна чисельність — понад 4 млн осіб.
Басото належать до негроїдної раси.
Розмовляють басото мовою сесото, яка належить до південно-східної групи сім'ї мов банту.
Більшість суто — християни (католики та протестанти), частина дотримуються традиційних вірувань (культ предків).

## Історія, господарство і організація суспільства
Історично суто (басото) входили в союз племен суто-чвана, але в 1830-ті роки виокремлилися, створивши міцне вождівство, яке деякий час успішно протистояло британським колонізаторам (збройне повстання 1879—81 років).
І культурно, і мовно басуто близькі народу тсвана (іноді, зокрема у застарілій літературі, їх назвивають західними басото) та педі (або бапеді, їх називають ще північними басуто).
Традиційні заняття басуто — скотарство (велика рогата худоба, вівці, кози)і ручне землеробство (кукурудза, пшениця, сорго). Худоба є головним скарбом для людей басуто. Здавна суто володіли обробкою заліза, розвинуті ремесла.
Зараз чимало чоловіків суто працює в промисловості, є сезонними робочими у сільському господарстві.
Основою соціальної організації басуто є сільська община. Традиційно сильна військова організація. Форма влади — вождівство.

## Культура
Житла басото циліндричні, обмазані глиною, з конічним солом'яною стріхою.
Басуто мають багатий фольклор — казки, прислів'я і приказки, численні пісенні і танцювальні традиції.
У сучасних басото своя інтелігенція, ЗМІ, художня література тощо.
Серед письменників басуто відомі Соломон Плаатьє, Азарієль Секесе, Томас Мофоло, Петер Абрагамс (автор роману «Дорогою грому», перекладеного українською мовою) тощо. Мовою басото видано деякі твори класичної європейської літератури.